# Selliera
Selliera is een geslacht van bedektzadigen uit de familie Goodeniaceae. De soorten uit het geslacht komen voor in het zuiden van Australië, op het Noordereiland van Nieuw-Zeeland en in Chili.

## Soorten
- Selliera radicans Cav.
- Selliera rotundifolia Heenan